# Alexis Soyer
Alexis Benoît Soyer (Meaux-en-Brie, 4 febbraio 1810 – Londra, 5 agosto 1858) è stato un cuoco e scrittore francese.
Tra gli chef più celebri dell'Ottocento, Soyer lavorò per il Reform Club di Londra e scrisse diversi libri di cucina rivolti a ogni rango sociale. Alcune sue ricette verranno riprese da diversi importanti autori di cucina. Noti sono anche i suoi tentativi di aiutare gli irlandesi colpiti dalla carestia degli anni 1840, proponendo delle ricette economiche e nutrienti e inaugurando a Dublino una mensa dei poveri che salvò molte vite.

## Biografia
Alexis Soyer nacque a Meaux-en-Brie, nell'Île-de-France, nel 1810. Si formò come cuoco a Parigi, diventando rapidamente una personalità culinaria di spicco che lavorava al servizio dell'aristocrazia dell'epoca. Il suo prestigio cessò di crescere a causa della rivoluzione di luglio del 1830. Trasferitosi in Inghilterra, Soyer lavorò per reali, aristocratici e landed gentry fino al 1837. Dopo essere stato eletto capo cuoco del Reform Club londinese, ne rinnovò le cucine. Il suo piatto più conosciuto, le costolette di agnello alla Reform (lamb cutlets Reform), rimasero nel menu del club fino agli anni 1840 e verranno citate nei libri di Auguste Escoffier, Prue Leith e altri. Nel 1837 Soyer sposò la pittrice Elizabeth Emma Jones nella chiesa di San Giorgio, a Londra.
Soyer scrisse libri di cucina, spaziando dalle opere rivolte agli aristocratici, a quelle destinate al ceto medio e a quelle per i ceti più umili, cercando di migliorare l'alimentazione di questi ultimi. Mostrava uno spiccato interesse sul tema della salute pubblica e, quando giunse la grande carestia irlandese negli anni 1840, fondò a Dublino una mensa dei poveri che poteva accogliere fino a 1.000 persone all'ora e che aiutò a salvare migliaia di vite. Pubblicò delle ricette a base di ingredienti economici e nutrienti e propose delle alternative al pane. Abbandonò il Reform nel 1850 per lavorare in modo indipendente, ma l'iniziativa fallì e questo gli fece perdere molto del suo denaro.
Nel 1855, quando giunsero a Londra notizie sulle difficili condizioni alle quali erano costretti i soldati britannici impegnati durante la guerra di Crimea, costretti a nutrirsi in modo inadeguato e a soffrire delle malattie, Soyer si recò sul posto su richiesta del governo britannico e tentò di aiutare le truppe in difficoltà assieme alla pioniera dell'odierna assistenza infermieristica Florence Nightingale. Si assicurò che in ogni parte dell'esercito ci fosse un cuoco selezionato, ricette utili e mezzi per cucinare correttamente il cibo. Soyer inventò un fornello portatile che verrà usato per oltre un secolo dall'esercito britannico e subirà modifiche atte a migliorarne le prestazioni.
Soyer morì di ictus a Londra nel 1858, all'età di 48 anni. Le cause del decesso sono state attribuite in parte ai suoi trascorsi in guerra.

## Libri
- Délassements culinaires, 1845
- The Gastronomic Regenerator, 1846
- Soyer's Charitable Cookery, 1847
- The Modern Housewife or Ménagère, 1849
- The Pantropheon, 1852
- A Shilling Cookery Book for the People, 1854
- A Culinary Campaign, 1857